# August Weismann

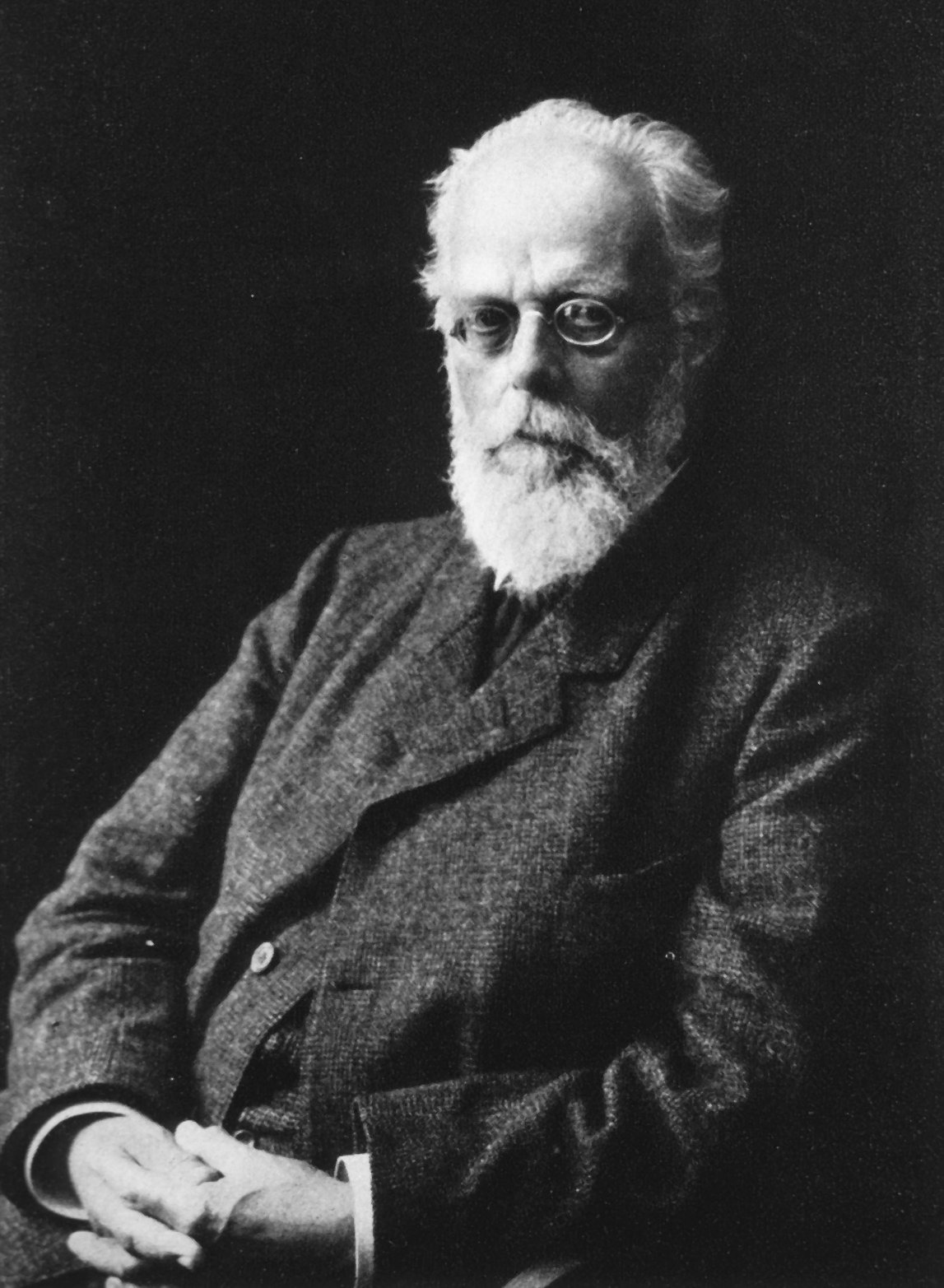
August Weismann

Friedrich Leopold August Weismann (Frankfurt am Main, 17 januari 1834 - Freiburg im Breisgau, 5 november 1914) was een Duits bioloog. Hij was een vooraanstaand uitdrager van de moderne synthese van de evolutieleer.
Volgens Weismann kunnen erfelijke factoren alleen doorgegeven worden in gameten. Hij zette dit uiteen in de Weismannbarrière. Weisman bedacht zijn theorie nog voor genetica een wetenschap werd na de herontdekking van de Wetten van Mendel.

## Evolutie versus creationisme
Weismann droeg bij aan het terugdringen van het creationisme ten gunste van de evolutieleer als geaccepteerde wetenschappelijke theorie.
In zijn boek 'Über die Berechtigung der Darwin'schen Theorie' (Over de rechtvaardiging van Darwins theorie) vergeleek hij de twee benaderingen. Hij concludeerde dat vele biologische feiten probleemloos aansluiten bij de evolutietheorie, maar voor problemen zorgen binnen een creationistische context.
Weisman ontving in 1908 de Darwin Medal en de Darwin-Wallace Medal van de Linnean Society of London. 